# Akebia apetala
Akebia apetala är en narrbuskeväxtart som först beskrevs av Quan Xia, J.Z.Sun och Z.X.Peng, och fick sitt nu gällande namn av Christenh.. Akebia apetala ingår i släktet akebior, och familjen narrbuskeväxter. Inga underarter finns listade i Catalogue of Life.